# Joseph Ferdinand Boissard de Boisdenier
Joseph Ferdinand Boissard de Boisdenier oder auch kurz Fernand Boissard (* 4. März 1813 in Châteauroux, Département Indre; † Dezember 1866 in Paris) war ein französischer Maler der Romantik. Er war Schüler von Gros und Devéria.

## Das Gemälde „Episode de la Retraite de Russie“
Boissard debütierte im Pariser Salon von 1835 mit einem großen Gemälde (1,60 m hoch, 2,25 m breit, Öl auf Leinwand), das sogleich eine Sensation auslöste. Aufgrund der jüngsten Geschichte Frankreichs berührte die stimmungsvoll dargestellte dramatische Szene seinerzeit das Publikum sehr: in der Dämmerung, im Schnee liegend, kauern sich zwei sterbende Soldaten an ein totes Pferd. Verstreut liegen die Reste der Grande Armée: eine Kanone, ein Rad, ein zerfetzter Tornister... Das Bild ist ein Symbol für die Schrecken des Rückzugs aus Russland. Das Gemälde befindet sich heute im Musée des Beaux-Arts in Rouen.
Gleichwohl Poet als auch Musiker, hat Boissard durch dieses bemerkenswerte Bild nur als Maler gewisse Bekanntheit erlangen können. Wie andere Maler der Romantik auch, war Boissard inspiriert durch eine kritische Sicht auf den napoleonischen Epos („légende noire“).
Boissard kann in direkter Abstammung von seinem Lehrer Antoine-Jean Gros gesehen werden. Der schneebedeckte Vordergrund erinnert an Gros’ „Napoléon auf dem Schlachtfeld von Preußisch-Eylau“. Aber der Schüler übertraf den Meister. Gros hatte für die Ausstellung im Pariser Salon von 1835 ein Werk präsentiert, das auf einem mythologischen Thema basierte. Während er dafür allgemeine Ablehnung erfuhr, wurde Boissard gefeiert.
Boissard war auch beeinflusst von Géricault. Dies kann beispielsweise an dem abgemagerten Kopf des Soldaten gesehen werden, der Ähnlichkeiten aufweist zu Géricault’s Darstellung im Krieg verwundeter Soldaten. Das tote Pferd ist ebenfalls ganz nah am Stil einer von Géricault’s Lithographien.

## Verbindung mit dem „Club des hachichins“
Boissard steht in Verbindung mit dem „Club des hachichins“, einer Gruppe, die von 1844 bis 1849 bestand, und der zahlreiche Wissenschaftler, Literaten und Künstler (u. a. Théophile Gautier, Charles Baudelaire, Alexandre Dumas, Eugène Delacroix, Honoré de Balzac, Gérard de Nerval, Honoré Daumier, James Pradier und Gustave Flaubert) angehörten. Sie trafen sich monatlich bei ihm, im Hôtel de Lauzun (auch Hôtel Pimodan genannt) auf der Île Saint-Louis, einer kleinen Insel auf der Seine, wo der Psychiater Jacques-Joseph Moreau, der systematisch die Wirkung von Rauschdrogen auf das zentrale Nervensystem untersuchte, Dawamesk (eine ungewöhnlich hoch konzentrierte Haschisch-Konfitüre) und Opium bereitstellte.
.

## Galerie

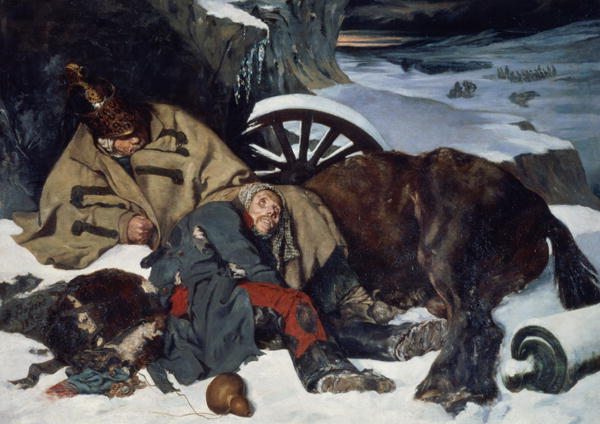
Fernand Boissard (1835) Episode de la Retraite de Russie
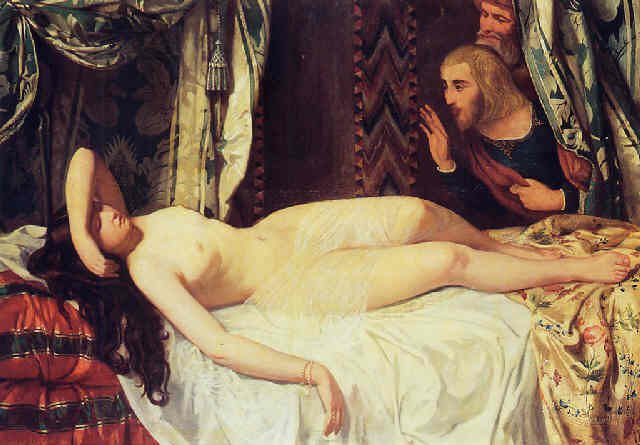
Fernand Boissard (1841) Hétaïre offerte